# Perstorp
Perstorp este un oraș în Suedia.

## Demografie
| \| Evoluția demografică a zonei urbane Perstorp, 1970–2015 \| Evoluția demografică a zonei urbane Perstorp, 1970–2015 \| Evoluția demografică a zonei urbane Perstorp, 1970–2015 \| Evoluția demografică a zonei urbane Perstorp, 1970–2015 \| Evoluția demografică a zonei urbane Perstorp, 1970–2015 \| \| --------------------------------------------------------------------------------------- \| ------------------------------------------------------- \| ------------------------------------------------------- \| ------------------------------------------------------- \| ------------------------------------------------------- \| \| An \| \| \| Locuitori \| \| \| 1970 \| 1970 \| \| 6.331 \| 6.331 \| \| 1975 \| 1975 \| \| 5.927 \| 5.927 \| \| 1980 \| 1980 \| \| 6.056 \| 6.056 \| \| 1990 \| 1990 \| \| 6.048 \| 6.048 \| \| 1995 \| 1995 \| \| 5.856 \| 5.856 \| \| 2000 \| 2000 \| \| 5.321 \| 5.321 \| \| 2005 \| 2005 \| \| 5.468 \| 5.468 \| \| 2010 \| 2010 \| \| 5.665 \| 5.665 \| \| 2015 \| 2015 \| \| 5.847 \| 5.847 \| \| Sursa: SCB - Statistika Centralbyrån, Folkmängden per tätort. Vart femte år 1960 - 2016 \| \| \| \| \| |      |  |           |       |
| Evoluția demografică a zonei urbane Perstorp, 1970–2015 |      |  |           |       |
| An |      |  | Locuitori |       |
| 1970 | 1970 |  | 6.331     | 6.331 |
| 1975 | 1975 |  | 5.927     | 5.927 |
| 1980 | 1980 |  | 6.056     | 6.056 |
| 1990 | 1990 |  | 6.048     | 6.048 |
| 1995 | 1995 |  | 5.856     | 5.856 |
| 2000 | 2000 |  | 5.321     | 5.321 |
| 2005 | 2005 |  | 5.468     | 5.468 |
| 2010 | 2010 |  | 5.665     | 5.665 |
| 2015 | 2015 |  | 5.847     | 5.847 |
| Sursa: SCB - Statistika Centralbyrån, Folkmängden per tätort. Vart femte år 1960 - 2016 |      |  |           |       |